# Tipula arecuna
Tipula arecuna är en tvåvingeart som beskrevs av Alexander 1931. Tipula arecuna ingår i släktet Tipula och familjen storharkrankar.
Artens utbredningsområde är Venezuela. Inga underarter finns listade i Catalogue of Life.